# Charaxes firmus
Charaxes firmus är en fjärilsart som beskrevs av Le Cerf 1923. Charaxes firmus ingår i släktet Charaxes och familjen praktfjärilar. Inga underarter finns listade i Catalogue of Life.